# René Levínský
René Levínský (* 6. srpna 1970, Hradec Králové, Československo) je český matematik, ekonom a dramatik. Je výkonným ředitelem Centra pro modelování biologických a společenských procesů a členem Mezioborové skupiny pro epidemické situace, která byla poradním orgánem vlády. Zabývá se také teorií her a experimentální ekonomií.
Od konce 80. let píše divadelní hry, je spoluzakladatelem divadelního souboru Nejhodnější medvídci.

## Život
Vystudoval matematickou fyziku na Fakultě jaderné a fyzikálně inženýrské ČVUT v Praze, získal doktorát na CERGE Univerzity Karlovy. Šestnáct let pracoval v Německu, kde přednášel na Univerzitě Alberta Ludwiga v německém Freiburgu. Působil také jako zástupce ředitele výzkumného oddělení Ekonomie strategických vztahů na Ústavu Maxe Plancka v Jeně.
Poté se vrátil do České republiky, kde pracuje jako výkonný ředitel Centra pro modelování biologických a společenských procesů (BISOP).

## Divadelní hry

### pod jménem René Levínský
- Celý život nestačí
- Dotkni se vesmíru a pokračuj
- Rekvalifikační kurz
- Orestés na Kavčím plácku (fragment)

#### pod pseudonymem Samuel Königgratz
- Ještě žiju s plácačkou, věšákem a čepicí

#### pod pseudonymem Helmut Kuhl
- Harila

#### pod pseudonymem Šimon Olivětín
- A osel na něj funěl
- Detektiv Dudek
- Řekl bych nějakej vtip a pak bych umřel smíchy

#### pod pseudonymem Wolfgang Lewinski
- Poincarého domněnka

#### pod pseudonymem Vratislav Levínský z Olešnice
- Tři ženy a zamilovaný lovec

#### pod pseudonymem Jan Žďárský
- Klešice - Domů z Velké války